# Білоцький Анатолій Овксентійович
Анатолій Овксентійович Білоцький (24 грудня 1908, с. Любарка, тепер Житомирської області — 17 жовтня 1968, Київ) — співак-бандурист і архітектор.

## Життєпис
Вивчав гру на бандурі у Ф. Дорошка та Г. Копана та М. Опришка. Закінчив Київську вечірню консерваторію (клас М. П. Полотая) та Київський будівельний інститут.
У 1933 році виступав на Всесоюзному огляді художньої самодіяльності у Москві. У 1937—1938 роках керував ансамблем бандуристів Управління міліції міста Києва.
Учасник німецько-радянської війни, партизан-підпільник. У 1945—1948 роках працював в ансамблі бандуристів Українського радіо, у 1950—1955 роках керував ансамблем бандуристів Київського будинку вчителя, у 1954—1966 роках — ансамблем кобзарів Українського товариства сліпих. Склав «Думу про Ковпака».